# Tomislav Pinter
Tomislav Pinter (* 16. Juni 1926 in Zagreb, Königreich Jugoslawien; † 15. August 2008 ebenda, Kroatien) war ein jugoslawischer und später kroatischer Kameramann mit sporadischen Ausflügen zum internationalen Film.

## Leben und Wirken
Pinter begann 1946 ein Kunststudium an Zagrebs Kunstakademie Akademija likovnih umjetnosti, entschloss sich aber noch im selben Jahr für einen Wechsel zum Film. Dort begann er als Kameraassistent und war zunächst in Diensten der jugoslawischen Staatsfirma Jadran tätig, später auch für Avala in Belgrad. Ab 1948 fotografierte Pinter eigenständig kurze Filmdokumentationen. Mit Anbruch der 1960er Jahre wurde Tomislav Pinter als Chefkameramann beschäftigt, der internationale Durchbruch bescherte ihm 1967 seine Arbeit an dem bei den Filmfestspielen in Cannes ausgezeichneten Film Ich traf sogar glückliche Zigeuner (Originaltitel Skupljaci perja). 
Daraufhin wurde Pinter auch für diverse Großproduktionen, mehrmals mit Weltkriegshintergrund (Die Schlacht an der Neretva, Die fünfte Offensive – Kesselschlacht an der Sutjeska) herangezogen. Gelegentlich stand er auch bei internationalen Produktionen (darunter Tod eines Fremden, Steppenwolf, Transylvania 6-5000, The Girl – ein gefährliches Mädchen und Der Flieger) hinter der Kamera. Der Ausbruch der Jugoslawienkriege 1991 beendete seine Laufbahn weitgehend. Erst im neuen Jahrtausend begann Pinter wieder regelmäßig Filme zu drehen.

## Auszeichnungen
Pinter hat auch einige Auszeichnungen gewonnen, darunter 1965 auf dem 4. Moskauer Filmfestival für den im Vorjahr erschienenen Film Prometej s otoka Viševice, 1996 auf dem Mittelmeer-Filmfestival in Valencia für seine Kameraarbeit zu Carmen und 2006 das Certificate of Excellence auf dem Brooklyn International Film Festival für seine Kameraarbeit bei Kontakt. In seinem Todesjahr 2008 erhielt er auf den Kroatischen Filmtagen einen Preis für sein Lebenswerk. Darüber hinaus war Tomislav Pinter achtfacher Gewinner der „Goldenen Arena“ auf dem Filmfestival von Pula; dreimal gewann Pinter den vom kroatischen Kultusministerium gestifteten Vladimir Nazor-Preis.

## Filmografie (Auswahl)
- 1960: Kota 905
- 1961: ABC des Schreckens (Abeceda straha)
- 1962: Rana jesen
- 1963: Der doppelte Kreis (Dvostruki obruc)
- 1964: Pravo stanje stvari
- 1964: Prometej s otoka Viševice
- 1965: Drei (Tri)
- 1965: Covik od svita
- 1966: Rondo
- 1967: Ich traf sogar glückliche Zigeuner (Skulpjaci perja)
- 1967: Die Birke (Breza)
- 1968: Die Schlacht an der Neretva (Bitka na Neretvi)
- 1969: The Gamblers
- 1969: Das elfte Gebot (Jedanaesta zapovijed)
- 1970: Put u raj
- 1971: Nokaut
- 1972: Die fünfte Offensive – Kesselschlacht an der Sutjeska (Sutjeska)
- 1972: Tod eines Fremden
- 1973: Timon
- 1974: Steppenwolf
- 1974: Kalkulierte Liebe (Kuca)
- 1975: Der richtige Schritt (Pavle Pavlovic)
- 1976: Die große Orgie (Vizi privati, pubbliche virtù)
- 1976: Vdostvo Karoline Zašler
- 1977: Hajducka veremena
- 1977: Mécava
- 1978: Aller retour
- 1978: Ko zoriju jagode
- 1979: Der Stein des Anstoßes (Novinar)
- 1979: Drama einer Rückkehr (Povratak)
- 1980: Vogelfrei (Hajduk)
- 1980: Petrijas Bilderrahmen (Petrijin venac)
- 1981: Gazija
- 1981: Man liebt nur einmal (Samo jednom se ljubi)
- 1981: Die Ballade von Lucy Jordan (Montenegro Eller Pärlor och Svin)
- 1982: Kiklop
- 1982: Dämmerung (Suton)
- 1983: Der Aufstand von Timok (Timocka buna)
- 1983: Die Nacht der vier Monde
- 1984: Dedišcina
- 1984: U raljama zivota
- 1985: Investigator (Mask of Murder)
- 1985: Transylvania 6-5000
- 1986: The Girl – ein gefährliches Mädchen (The Girl)
- 1987: Crusoe
- 1988: Manifesto
- 1989: That Summer of White Roses
- 1989: Sabirni Centar
- 1991: Schatten der Macht (Memories of Midnight) (Fernsehfilm)
- 1991: Luka
- 1992: Fluch der Erinnerung (Landslide)
- 1995: Carmen
- 1996: Andjele moj dragi
- 2000: Mokus
- 2003: Svjetsko cudoviste
- 2005: Kontakt
- 2006: Libertas
- 2006: Crveno i crno